# Plajny
Plajny (niem. Plehnen) – wieś w Polsce położona w województwie warmińsko-mazurskim, w powiecie elbląskim, w gminie Godkowo.
W latach 1975–1998 miejscowość administracyjnie należała do województwa elbląskiego. Miejscowość leży w historycznym regionie Prus Górnych.
Przed 1945 r., obszar ten należał do Niemiec (Prusy Wschodnie).
Zachowany zabytkowy dom podcieniowy.